# 全球探險衝衝衝
《全球探險衝衝衝》(英語：Go Jetters)是英國的一部卡通，由貝瑞·昆恩 、凱蒂·西蒙斯創作，主演為約翰·海斯勒，湯米·厄爾·詹金斯，小田部阿基。創立時間為2015年，共3季，每集11分鐘。
本系列卡通在早上7點55分於BBC CBeebies頻道播出。《全球探險衝衝衝》在全球73個地區的CBeebies國際頻道播映。

## 角色介紹

###### 主要角色
- 緒莉(Xuli)，會開盧母飛行器
- 凱恩(Kyan)，是體操高手
- 拉斯(Lars)，很會修理東西

- 福斯(Foz)，很會趕走麻煩大師

#### 其他重要角色
- 萬能獨角獸(Ubercorn)
- 麻煩大師
- 機械格里

#### 救援載具
- 魯姆飛行器(緒莉)
- 越野探險車(拉斯)